# New Mr. Vampire
Pour plus de détails, voir Fiche technique et Distribution.
New Mr. Vampire (僵尸翻生, Geung see fan sang, litt. « Le Vampire ressuscité ») est une comédie d'horreur hongkongaise réalisée par Billy Chan (en) et sortie en 1986 à Hong Kong.
Elle totalise 13 073 563 HK$ de recettes à Hong Kong.

## Synopsis
Le frère d'un magnat des affaires est tué par un jiangshi. Chin et son disciple s'apprête alors à enterrer le cadavre mais ils sont gênés par Wu qui permet au corps de se transformer en vampire. Pendant ce temps, Hsiao, un cambrioleur en plein travail, réveille accidentellement le cadavre d'une femme (Pauline Wong) qui se révèle finalement être l'épouse d'un capitaine de police. Pendant toute cette agitation, Wu capture le vampire et le relâche, mais il est recapturé par Chin qui le cache dans un hôtel géré par Wu Ma. Le capitaine de police les découvre sur place, ainsi que sa femme ressuscitée, mais le vampire est de nouveau libéré par Wu et tous s'associent avec le capitaine et ses hommes pour l'arrêter.

## Fiche technique
- Titre original : 僵尸翻生
- Titre international : New Mr. Vampire
- Réalisation : Billy Chan (en)
- Scénario : Wong Ying
- Musique : Tang Siu-lam
- Photographie : Ku Kuo-hua
- Montage : Cheung Kwok-kuen
- Production : William Cheung Kei
- Société de production : Focus Film
- Société de distribution : Golden Harvest
- Pays d'origine :  Hong Kong
- Langue : cantonais
- Genre : comédie d'horreur
- Durée : 86 minutes
- Date de sortie :
  -  Taïwan : 28 mars 1986
  -  Hong Kong : 8 mai 1986
  -  Corée du Sud : 9 juillet 1988

## Distribution
- Chin Siu-ho
- Chung Fat
- Lui Fong
- Ha Huang
- Wai Shum
- Po Tai
- Ku Feng
- Wu Ma
- Sam Wong
- Chan Man-ching
- Fung Ging-man
- King Lee
- Baan Yun-sang
- Jiang Wu
- Wong Yat-lung